# Gugiaïte
La gugiaïte est un minéral de la classe des silicates, qui appartient au groupe de la mélilite. Il est nommé d'après la localité où il a été découvert, Gugia, en Chine.

## Caractéristiques
La gugiaïte est un silicate de formule chimique Ca2Be(Si2O7). Elle a été approuvée comme espèce valide par l'Association internationale de minéralogie en 1983. Elle cristallise dans le système tétragonal. Sa dureté sur l'échelle de Mohs est de 5.

## Classification
Selon la classification de Nickel-Strunz, la gugiaïte appartient à "09.BB - Structures de sorosilicates, groupes Si2O7, sans anions non tétraédriques ; cations en coordination tétraédrique [4] et supérieure", avec les minéraux suivants : åkermanite, cebollite, gehlénite, hardystonite, jeffreyite, okayamalite, alumoåkermanite, barylite, clinobarylite et andrémeyerite.

## Formation et gisements
Elle a été découverte dans le village de Gujia, dans le comté de Zhangjiagang de la préfecture de Suzhou, province du Jiangsu, en Chine. Elle a également été décrite sur l'île de Yuge, dans la préfecture d'Ehime, au Japon ; dans le massif alcalin de Dugdu, dans la république de Touva en Russie ; ainsi que dans la carrière Locatelli et dans la mine Seula, deux endroits du mont Camoscio, à Baveno (Piémont, Italie).